# Cilento (olio di oliva)
Cilento è un olio di oliva a denominazione di origine protetta. L'olio prende il nome dal territorio in cui è prodotto, il Cilento, in provincia di Salerno.